# 1877 en littérature
| Années de la littérature : 1874 - 1875 - 1876 - 1877 - 1878 - 1879 - 1880    |
| Décennies de la littérature : 1840 - 1850 - 1860 - 1870 - 1880 - 1890 - 1900 |

Cet article présente les faits marquants de l'année 1877 en littérature.

## Presse
- Jules Guesde fonde l’Égalité, premier journal marxiste français (1877-1883).

## Parutions

### Essais
- Marcellino Menéndez Pelayo (espagnol, 1856-1912), La ciencía espanola, pamphlet.
- Robert-Louis Stevenson (écossais, 1850-1894), Une apologie des oisifs.
- Victor Hugo, Histoire d'un crime.

### Romans

#### Auteurs francophones
- G. Bruno (1833-1923), Le Tour de la France par deux enfants, récit didactique.
- Gustave Flaubert, Trois Contes, éd. Georges Charpentier (24 avril).
- Edmond de Goncourt, La Fille Élisa.
- Victor Hugo, Histoire d'un crime.
- Jules Verne, Les Indes noires, parution en feuilleton dans le journal Le Temps;
- Jules Verne, Hector Servadac, commence à paraître en feuilleton.
- Émile Zola, L'Assommoir.
- Guy de Maupassant, Le Donneur d’eau bénite nouvelle parue le 10 novembre dans La Mosaïque.

#### Auteurs traduits
- Ivan Tourgueniev (russe, 1818-1883), Terres vierges (roman) et Un rêve, nouvelle fantastique écrite à Paris en 1876 et publiée à Saint-Pétersbourg dans la revue Temps nouveaux en janvier 1877. .
- Léon Tolstoï (russe, 1828-1910), Anna Karénine.
- Fiodor Dostoïevski, Le Rêve d'un homme ridicule, sous-titré Récit fantastique (en russe Сон смешного человека. Фантастический рассказ), nouvelle publiée en avril 1877 dans son Journal d'un écrivain.
- Henry James, L'Américain (The American), publié le 5 mai.
- Robert Louis Stevenson, Un logis pour la nuit (A Lodging for the Night), nouvelle.
- Anna Sewell, Black Beauty.

### Poésie
- L'Art d'être grand-père, recueil de poèmes de Victor Hugo.
- Stéphane Mallarmé, Le Tombeau d’Edgar Poe.

### Théâtre
- Adolphe d'Ennery (1810-1899) et Eugène Cormon (1811-1903), Les Deux Orphelines ;
- Alexandre Ostrovski : La Dernière Victime (Посдедняя жертва).

## Principales naissances
- 20 janvier : Raymond Roussel, écrivain français († 14 juillet 1933).
- 12 mars : Alexeï Novikov-Priboï, écrivain soviétique († 29 avril 1944).
- 11 juin : Renée Vivien, poétesse anglaise francophone († 18 novembre 1909).
- 2 juillet : Hermann Hesse, écrivain allemand lauréat du Prix Nobel de littérature de 1946 († 9 août 1962).
- 22 novembre : Endre Ady, poète hongrois († 27 janvier 1919).

## Principaux décès
- 13 mars : Charles Cowden Clarke, auteur anglais (° 15 décembre 1787).
- 6 mai : Johan Ludvig Runeberg, écrivain finlandais de langue suédoise (° 5 février 1804).
- 13 septembre : Alexandre Herculano, historien, journaliste et romancier portugais (° 28 mars 1810).
- 12 décembre : José de Alencar, romancier brésilien (° 1er mai 1829).